# The Eaters of Light
"The Eaters of Light" é o décimo episódio da décima temporada da série de ficção científica britânica Doctor Who, transmitido originalmente através da BBC One em 17 de junho de 2017. Foi escrito por Rona Munro e dirigido por Charles Palmer. Munro foi a primeira roteirista a ter escrito histórias tanto para a era clássica e moderna de Doctor Who.
Nesta história, o Doutor (Peter Capaldi) leva Bill Potts (Pearl Mackie) e Nardole (Matt Lucas) para a Escócia do século II para resolver suas diferentes teorias sobre o que aconteceu com a nona legião do exército romano, que desapareceu. Quando eles chegam, no entanto, encontram uma ameaça alienígena de outra dimensão que pode ser a razão do desaparecimento, mas é uma ameaça muito maior do que qualquer exército. O episódio recebeu avaliações mistas da crítica especializada.

## Enredo
O Doutor e Bill Potts, em desacordo sobre o destino da Nona Legião do Exército Imperial Romano, viajam na TARDIS junto com Nardole para a Escócia do século II para descobrirem a verdade. Bill segue seu próprio caminho para encontrar a Legião, enquanto o Doutor e Nardole procuram seus cadáveres.
Bill encontra alguns dos soldados da Legião escondidos no subsolo e os circuitos de tradução da TARDIS a ajudam se comunicar com eles. Os soldados estão escondidos de um "gafanhoto devorador de luz" que parece ser atraído qualquer fonte de luz, matando tudo em seu caminho. Enquanto isso, o Doutor e Nardole descobrem os cadáveres desossados da legião remanescente. Mais tarde, eles se deparam com uma tribo de pictos guardando um moledro e esperando por Kar, sua líder e a "guardiã do portal". O Doutor entra no moledro, passando para um portal interdimensional cheio de criaturas que se alimentam de uma fonte de luz. Ele sai segundos depois, mas descobre que mais de dois dias realmente passaram. Kar explica que, uma vez por geração, um guerreiro de sua tribo atravessa o moledro para derrotar um derrotar um "devorador de luz", mas com o invasão do exército romano, permitiu que ele escapasse para combatê-los. O Doutor adverte-lhe que, a menos que eles possam recuperar a criatura no portal e fechá-lo, mais daquelas criaturas escapariam e consumiriam o Sol e todas as estrelas no universo.
Bill leva a legião sobrevivente para longe da criatura e acaba perto do moledro, reunindo-se com o Doutor e Nardole. Todos os romanos e pictos concordam que sua disputa é infantil dada a ameaça maior. O Doutor executa um plano para atrair o devorador de luz de volta ao portal durante o nascer do sol. Uma vez que a criatura está presa, o Doutor diz-lhes que alguém precisa ficar dentro do portal até o Sol se pôr para evitar que a criatura escape, mas como a vida humana é muito curta, ele se prepara para entrar no próprio portal, já que sua fisiologia de Senhor do Tempo e suas habilidades regenerativas o protegerão. Bill faz objeções e derruba-o, enquanto Kar e a Nona Legião remanescente sacrificam-se como um grupo para impedir as criaturas, apesar das objeções do Doutor.
Com o portal fechado, os pictos restantes honram a memória de Kar em pedras monumentais e ensinando os corvos a dizerem seu nome, que Nardole observa no presente. De volta a TARDIS, Missy aguarda seu retorno, para surpresa de Bill e Nardole.

### Continuidade
Nardole menciona o Mary Celeste para os seguidores de Kar como um exemplo de pessoas que desaparecem misteriosamente. Uma possível explicação para o desaparecimento da equipe foi mostrada no serial do Primeiro Doutor chamado The Chase, quando os Daleks embarcam no navio e amedrontam a tripulação na água.

## Produção
A leitura para "The Eaters of Light" foi feita em 12 de outubro de 2016, com as filmagens principais ocorrendo a partir de 2 de novembro de 2016 e terminado em 22 de novembro.

### Roteiro
Steven Moffat anunciou em outubro de 2016 que um roteirista que havia escrito anteriormente para a série original retornaria para escrever um episódio, mais tarde confirmada como Rona Munro, que havia escrito o último serial da série clássica, Survival, da 26.ª temporada com o Sétimo Doutor. Ela é a primeira escritora a escrever para a série clássica e moderna.

## Transmissão e recepção
O episódio foi assistido por 2,89 milhões de espectadores durante a noite, a classificação inicial mais baixa na história da série, superando o recorde negativo de "The Lie of the Land", que foi assistido por 3,01 milhões de espectadores durante a noite. No entanto, em comparação com outros programas que foram exibidos na mesma noite, Doctor Who foi relativamente bem com uma participação de 22%. Recebeu um Índice de Apreciação de 81.

### Recepção
"The Eaters of Light" recebeu avaliações mistas dos críticos de televisão, sendo geralmente citado como "sólido, apesar de falho".  O episódio atualmente possui uma pontuação de 100% no Rotten Tomatoes.